# Paulo César Correia de Souza
Paulo César Correia de Souza, mais conhecido como Paulo César (Rio de Janeiro, 6 de julho de 1957) é um e-ex-futebolista de salão brasileiro que atuava como fixo.
Paulo César foi Campeão Mundial em 1982 pela Seleção Brasileira.

## Títulos
Seleção Brasileira
- Campeonato Mundial - 1982